# Critique de l'athéisme
La critique de l'athéisme est la critique des concepts, la validité ou l'impact de l'athéisme, y compris les implications politiques et sociales associées. Les critiques comprennent des arguments fondés sur des positions théistes, les arguments relatifs à la moralité ou ce que l'on pense être les effets de l'athéisme sur l'individu, ou des hypothèses, scientifiques ou autres, qui sous-entendent l'athéisme. La critique de l'athéisme est compliquée par le fait qu'il existe plusieurs définitions et concepts de l'athéisme (et peu de consensus parmi les athées), y compris l'athéisme pratique, l'athéisme théorique, l'athéisme négatif et positif, l'athéisme implicite et explicite, avec des critiques qui ne spécifient pas toujours le sous-ensemble de l'athéisme étant critiqué.
Divers agnostiques et théistes ont critiqué l'athéisme pour être une position non scientifique, ou trop dogmatique et définitive à tenir, certains avec l'argument que « l'absence de preuve ne peut pas être assimilée à une preuve d'absence ». Le philosophe Alvin Plantinga soutient qu'une défaillance des arguments théistes pourrait concevoir de bonnes raisons pour l'agnosticisme, mais pas pour l'athéisme, et des points à l'observation d'un « ajustement fin de l'univers » sont apparemment plus susceptibles d'être expliquée par le théisme que par l'athéisme. Le professeur de mathématiques d'Oxford, John Lennox détient que l'athéisme est une vue inférieure du monde à celle du théisme, et attribue à C. S. Lewis la meilleure formulation de la thèse de Merton qui soutient que la science s'assoit plus confortablement avec des notions théistes, sur la base que les hommes sont devenus des scientifiques en Europe occidentale pendant le XVIe siècle y le XVIIe siècle « parce qu'ils attendaient la loi dans la nature, et ils devraient loi dans la nature parce qu'ils croyaient en un législateur ». Le principal généticien américain, Francis Collins, cite également Lewis comme aussi persuasif à le convaincre que le théisme est la vision du monde plus rationnelle que l'athéisme.
D'autres critiques se concentrent sur les effets perçus sur la moralité et la cohésion sociale. Le philosophe des Lumières, Voltaire, déiste, imagina les implications de l'absence de Dieu dans un monde désordonné (« Si Dieu n’existait pas, il faudrait l’inventer »). Le père du libéralisme classique, John Locke, a estimé que la négation de l'existence de Dieu aurait nui l'ordre social et conduirait au chaos. Edmund Burke, un nom associé à la fois au conservatisme et au libéralisme modernes, voyait la religion comme une base de la société civile et a écrit que « l'homme est par sa constitution d'un animal religieux ; que l'athéisme est contre, non seulement notre raison, mais nos instincts ; et qu'il ne peut pas l'emporter longtemps ». Dans les années 1990, le pape Jean Paul II a critiqué un « athéisme pratique en croissance », assombrissant le « sens religieux et moral du cœur humain » et conduisant à des sociétés qui luttent pour maintenir l'harmonie
Le plaidoyer en faveur de l'athéisme par certains de ses partisans les plus violents de la Révolution française, le militantisme ultérieure de l'athéisme marxiste-léniniste, et la prééminence de l'athéisme dans les États totalitaires formés au cours du XXe siècle est souvent cité dans les évaluations critiques sur les conséquences de l'athéisme. Dans ses Réflexions sur la Révolution de France, Burke pestait contre « le fanatisme athée ». L'encyclique de 1937, Divini Redemptoris dénonça l'athéisme de l'Union soviétique de Joseph Staline, qui a été plus tard influent dans la création de l'athéisme d'État à travers l'Europe de l'Est et ailleurs, y compris la Chine de Mao Zedong, la Corée du Nord communiste et le Cambodge de Pol Pot. Différents poètes, romanciers et théologiens laïcs ont également critiqué l'athéisme, parmi eux G. K. Chesterton et C. S. Lewis. Une maxime populaire de Chesterton soutient que « Celui qui ne croit pas en Dieu croit en quoi que ce soit  ».

## Définitions et concepts de l'athéisme
L'athéisme est l'absence de croyance que les dieux existent,, la position qu'il n'y a pas des divinités, ou le rejet de la croyance en l'existence de divinités. On peut dire que l'athéisme est la non-croyance en l’existence d'une ou de plusieurs divinités. 
Les athées agnostiques soutiennent qu'il existe des motifs suffisants pour un athéisme fort, la position qu'aucune divinité existe, mais en même temps croient qu'il y a des motifs suffisants pour la croyance en des divinités. 
Les ignostiques proposent que toute autre position théologique (y compris l'agnosticisme et l'athéisme) s'avance trop sur le concept de Dieu et que la question de l'existence de Dieu est une absurdité. Certains philosophes considèrent l'ignosticisme comme une variation de l'agnosticisme ou de l'athéisme, alors que d'autres le considèrent comme une position distincte.
Certains athées soutiennent qu'il existe une absence de données empiriques pour l'existence de divinités. Les raisonnements pour ne pas croire en une divinité comprennent le problème du mal, l'argument des révélations contradictoires, et l'argument de l'incroyance. Autres arguments en faveur de l'athéisme vont de la philosophie à la vie sociale aux arguments historiques. En général, les athées considèrent les arguments pour l'existence de Dieu comme peu convaincants ou défectueux.

## L'athéisme et l'individu

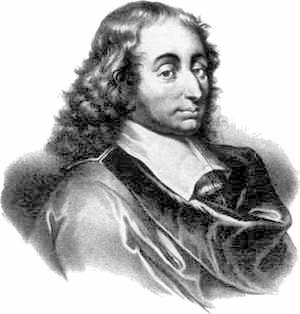
Blaise Pascal a d'abord expliqué son pari dans ses Pensées (1669)

Dans ses Pensées, Blaise Pascal critique les athées pour ne pas voir les signes de la volonté de Dieu . Il a également formulé le Pari de Pascal, qui postule qu'il y a plus à tirer de parier sur l'existence de Dieu que de l'athéisme, et qu'une personne rationnelle doit vivre comme si Dieu existe, même si la vérité de la question ne peut pas vraiment être connue. La critique du pari de Pascal a débuté en son temps, et qui venait à la fois, des athées et de l'institution religieuse. Une objection courante au pari de Pascal a été notée par Voltaire, déiste, connue comme l'argument des révélations contradictoires. Voltaire a rejeté l'idée que le pari était « la preuve de Dieu » comme « un peu indécent et puéril », ajoutant, « l'intérêt que j'ai à croire une chose n'est pas une preuve de l'existence de cette chose ». Pourtant, Voltaire n'a guère plus d'estime pour les athées - « qui sont pour la plupart des savants hardis et egarés qui raisonnent mal ». Et il ne cesse de reprocher aux autorités religieuses de fabriquer des athées: « S’il y a des athées, à qui doit-on s’en prendre, sinon aux tyrans mercenaires des âmes, qui, en nous révoltant contre leurs fourberies, forcent quelques esprits faibles à nier le Dieu que ces monstres déshonorent? »
Dans une étude mondiale sur l'athéisme, le sociologue Phil Zuckerman a noté que bien qu'il existe des corrélations positives avec la santé sociale entre les nations organiquement athées, les pays ayant des niveaux plus élevés de l'athéisme avaient aussi les taux de suicide les plus élevés par rapport aux pays ayant des niveaux inférieurs de l'athéisme. Il conclut que les corrélations ne signifie pas nécessairement un lien de causalité dans les deux cas,. D'après  William Bainbridge, l'athéisme est fréquent chez les personnes dont les obligations sociales sont faibles et est également relié à la baisse des taux de fécondité dans certains pays industrialisés. Une longueur étendue de la sobriété dans la récupération de l'alcool est liée positivement à des niveaux plus élevés de croyance théiste, portion active de la communauté, et l'auto-transcendance. Certaines études indiquent que dans les pays développés, avec l'exception du suicide, de la santé, de l'espérance de vie, et d'autres corrélats de la richesse, ont tendance à être des prédicteurs statistiques d'un plus grand pourcentage d'athées, par rapport aux pays ayant des proportions plus élevées de croyants,. Plusieurs problèmes méthodologiques ont été identifiés avec les évaluations transnationales de la religiosité, la laïcité, et la santé sociale qui minent les déclarations concluantes sur la religiosité et de la laïcité dans les démocraties développées
.

## L'athéisme et la politique

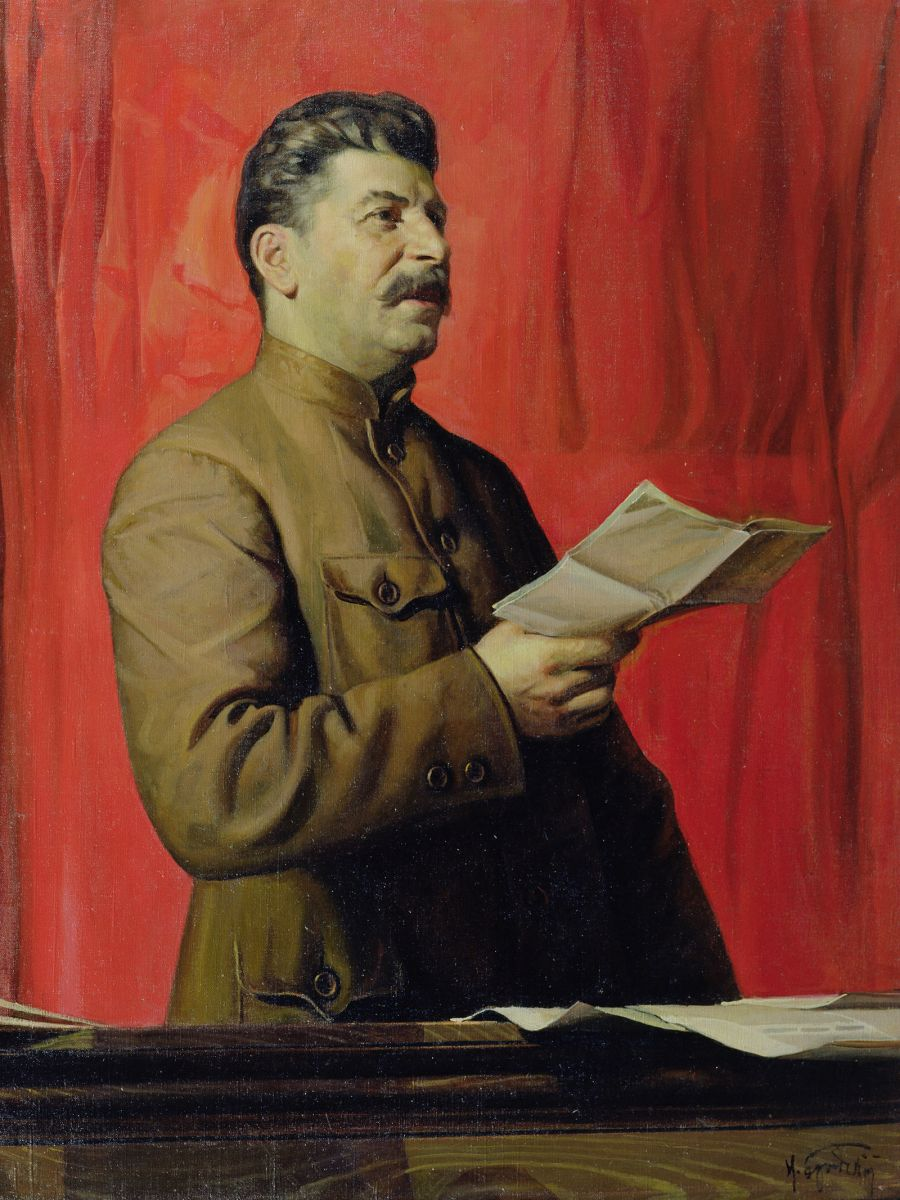
Portrait de propagande de Joseph Staline, par Isaak Brodsky.

L'historien Geoffrey Blainey a écrit que pendant le XXe siècle, les athées dans les sociétés occidentales sont devenus plus actifs et même militants . Ils ont rejeté l'idée d'un Dieu interventionniste, et dirent que le christianisme encourage la guerre et la violence, mais « On a tendance à oublier cependant que les dirigeants les plus impitoyables de la Seconde Guerre mondiale étaient des athées et des laïques qui étaient intensément hostiles à la fois au judaïsme et au christianisme » et « des atrocités massives ont été commises plus tard à l'Est par ces athées ardents, Pol Pot et Mao Zedong. Toutes les religions, toutes les idéologies, toutes les civilisations affichent des taches embarrassantes dans leurs pages ».

## Nouvel athéisme
Au début du XXIe siècle, un groupe d'auteurs et personnalités des médias en Grande-Bretagne et aux États-Unis - souvent désigné comme les « nouveaux athées » - ont soutenu que la religion doit être contrecarrée de façon proactive, critiquée de façon à réduire son influence sur la société. Au premier rang de ces voix se trouvent Christopher Hitchens, Richard Dawkins, Daniel Dennett, Ayaan Hirsi Ali, Bill Maher et Sam Harris. Parmi ceux qui critiquent leur vision du monde se trouve l'écrivain et universitaire américano-iranien, spécialisé dans les religions, Reza Aslan, qui a fait valoir que les nouveaux athées ont tenu un point de vue souvent comiquement simpliste de la religion qui donnait à l'athéisme une mauvaise réputation:

« C'est pas l'athéisme philosophique de Schopenhauer ou Marx ou Freud ou Feuerbach. Ceci est une sorte de critique religieuse irréfléchie, simpliste. Elle est essentiellement encouragée par des individus - comme Sam Harris, Richard Dawkins - qui n'ont absolument aucune expérience dans l'étude de la religion. La plupart de mes héros intellectuels sont athées, mais ils étaient des experts en religion, et ils étaient en mesure d'offrir des critiques qui venaient d'un lieu de connaissance, d'un perfectionnement de l'éducation, de la recherche. Ce que nous voyons maintenant est plutôt une sorte d'athéisme de salon - des gens qui sont inondés par ce qu'ils voient dans les nouvelles ou dans les médias et qui dessinent alors ces généralisations incroyablement simplistes sur la religion en général, sur la base de ces exemples qu'ils voient. »

— Reza Azlan, 2014.
Le professeur d'anthropologie et de sociologie Jack David Eller croit que les quatre principaux auteurs du nouvel athéisme - Hitchens, Dawkins, Dennet et Harris - n'offrent rien de neuf en termes d'arguments pour réfuter l'existence des dieux. Il leur reproche aussi leur attention sur les dangers du théisme, par opposition à la falsification du théisme[pas clair], qui résulte en qualifiant de manière erronée les religions; prenant des théismes locaux comme l'essence de la religion elle-même, et de se concentrer sur les aspects négatifs de la religion dans la forme |d'un « argument de bénéfice » en sens inverse.
Les professeurs de philosophie et de religion, Jeffrey Robbins et Christopher Rodkey, contestent « la nature évangélique du nouvel athéisme, qui suppose qu'elle a un évangile à partager, à tout prix, pour l'avenir ultime de l'humanité par la conversion du plus grand nombre possible de gens ». Ils trouvent des similitudes entre le nouvel athéisme et le christianisme évangélique et concluent que la nature des deux « encourage les conflits interminables sans progrès » entre les deux extrémités.